# 布雷昂 (阿摩尔滨海省)
布雷昂（法語：Bréhand，法語發音：[bʁeɑ̃]）是法国阿摩尔滨海省的一个市镇，位于该省中东部，属于圣布里厄区。

## 地理
布雷昂（48°24'10"N, 2°34'27"W）面积24.95 平方千米，位于法国布列塔尼大區阿摩尔滨海省，该省份为法国西北部沿海省份，位于布列塔尼半岛北部，北濒大西洋英吉利海峡，西接菲尼斯泰尔省，南至莫尔比昂省，东临伊勒-维莱讷省。
与布雷昂接壤的市镇（或旧市镇、城区）包括：埃农、朗代昂、凯苏瓦、圣特里莫埃勒、特雷布里、特雷达涅勒、朗巴勒阿摩尔。

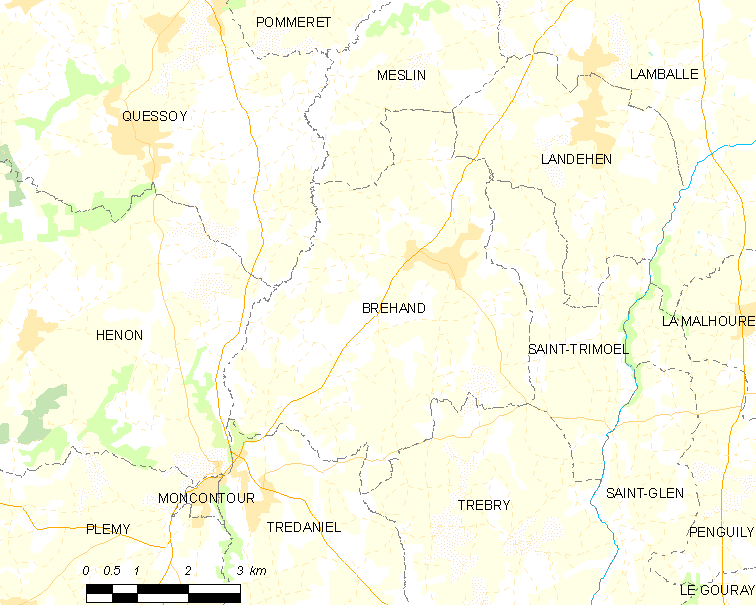
的OSM定位图

布雷昂的时区为UTC+01:00、UTC+02:00（夏令时）。

## 行政
布雷昂的邮政编码为22510，INSEE市镇编码为22015。

## 政治
布雷昂所属的省级选区为普莱内瑞贡县。

## 人口

1962-2008年间人口变化图示

布雷昂于2022年1月1日时的人口数量为1695人。